# Seuneubok Paya (Peureulak Timur)
Seuneubok Paya is een bestuurslaag in het regentschap Aceh Timur van de provincie Atjeh, Indonesië. Seuneubok Paya telt 251 inwoners (volkstelling 2010).